# Thomas Desi
Thomas Cornelius Desi (auch Thomas Cornelius Dézsy; * 10. März 1967 in Bludenz) ist ein österreichischer Autor, Regisseur und Komponist sowie künstlerischer Leiter des Musiktheater-Festivals Musiktheatertage Wien.

## Leben
Thomas Cornelius Desi studierte an der Universität für Musik und darstellende Kunst Wien Musiktheorie bei Diether de la Motte, sowie Dirigieren und Komposition und war musikalischer Leiter des Orchestervereins der Gesellschaft der Musikfreunde Wien und der Musiktheatergruppe Totales Theater Wien. Im Jahr 1989 gründete er gemeinsam mit Christian Utz das Projekt KlangArten – Neue Musik und gründete 1994 das Musiktheater-Ensemble ZOON.
Desi war Regie-Assistent bei David Pountneys Produktion von Bernd Alois Zimmermanns Oper Die Soldaten 2007. Als Musiker mit Live-Elektronik trat er in der Frankfurter Gruppe TEXTxtnd auf, kuratierte das Performance-Festival „Das Offene Ohr“ im OK Linz, das Producer-Meeting „NewOp11“ für neues Musiktheater im WUKWien und organisierte die mehrteilige Musik-/Wissenschaftsreihe Re-Cycling Wien und besuchte den Opernmanagement-Kurs in Como 2014 der Opera Europa.
Zusammen mit Eric Salzman publizierte Desi das Werk The New Music Theater: Seeing the Voice, Hearing the Body, sowie über die Theaterarbeit von Zoon Vom Projekt zum Produkt als Prozess und über die Wiener Musiktheaterszene. Theaterworkshops in London und New York ergänzten die Arbeit des ZOON Musiktheater mit über 40 neuen Musiktheater-Produktionen. Desi ist Mitbegründer des Netzwerks Freie Musiktheater Wien.
Musiktheater-Inszenierungen waren u. a. bei den Bregenzer Festspielen zu sehen, in New York am Thalia Symphony Space und am Center for Contemporary Opera. Seit 2014 ist Thomas Cornelius Desi künstlerischer Co-Leiter des von ihm mitbegründeten Festivals Musiktheatertage Wien. Sein Opernprojekt „Tarkovski. The 8th Film“ war für den Fedora-Opera-Prize 2018 nominiert.
Die Musiktheater-Arbeiten von Thomas Cornelius Desi fokussieren auf die soziale Wirkung von Ästhetik. In den Projekten sind vielfältige Interaktionen mit dem anwesenden Publikum immer wieder Thema. So etwa will Desi in der SMARTOPER (2017) „das Publikum jedoch in die Welt der realen physischen Kommunikation zurückholen“, sehr ähnliche Zielsetzungen finden sich beispielsweise auch im Musiktheater KUNSTSCHNEE (Kollapsologie I) (2022) oder in der „Fahrrad-Oper“ R¡ngD!ng. Musiktheater realisiert sich dabei als Spiel-Anordnung im Sinn eines „Theaters der Begegnung“, in dem das Publikum als „Schwarmintelligenz“ mit professionellen Mitwirkenden an einem gemeinsamen Prozess teilzunehmen ermächtigt wird. Desi betont den ephemeren Charakter von Musik-(Theater) als wesentlich für eine aktuelle Weltgestaltung in sozialer und ökologischer Hinsicht: Gesellschaft und Kunst sollen vermehrt auf dem „Sein“ als einem Prozess und so wenig wie möglich auf einem „Haben“ als ein Produkt beruhen.

## Werke (Auswahl)

### Ensemblemusik
- Hypovenexia - Baryton-Gambe, Streichorchester (2022)
- Mondrianquartett - Streichquartett (2022)
- Schachnerquartett - Streichquartett (2022)
- In Paradisum (gem. Chor, Orgel, Harfe, 2021)
- Epiphonie - Bläserensemble (2021)
- Orpheus-Sonette – Kammerensemble für drei Oboen, drei Hörner, zwei Perkussions und drei Violen (1991)[7]
- Garden in Progress – nach einem Text von Bertolt Brecht (1991)[7]
- Erloschene Sterne – Duo für Klavier und Violine (1991)[7]
- Dominos Illusionsschau – Duo für Fender Rhodes elektrisches Klavier und Eisenwinkel (1992)[7]
- Motus – für Viola und Klavier (1993)[7]
- For Concorde – Sextett für Piccoloflöte, Klarinette, Marimbaphon, Klavier, Violine und Violoncello (1995)[7]
- Lunaires – Duo für Oboe und Violoncello (1996)[7]
- Ssttrress – Trio für Violine, Viola und Violoncello (1996)[7]
- Eleutheria – Septett für zwei Perkussions, zwei Violoncelli, Kontrafagott, Altsaxophon, und Gitarre (1998)[7]
- Trio Infernal – Trio für drei Perkussions (1998)[7]
- Le septième percu – Quintett für fünf Perkussions (2002)[7]
- Das atmende Klarsein – Septett für zwei Violinen, zwei Violoncelli, Harfe, Celesta und Viola (2003)[7]

### Solomusik
- Schneepart – Drei Klavierstücke (1991)[7]
- Der fliegende Hund – für Klavier (1992)[7]
- Drei Lieder – nach Mascha Kaléko (1993)[7]
- Lièvre à la royal du senateur Couteaux – für Stimme und Perkussion nach Texten von William S. Burroughs und Paul Bocuse (1996)[7]
- The Untold Story – für Klavier (1997)[7]
- Time in Tension – für Klavier (2002)[7]

### Oper/Musiktheater
- Jush-Tush – Musiktheater nach Texten von Markus Kupferblum (1993)[7]
- Youth has an End – Musiktheater nach James Joyce (1993)[7]
- Die Galle der Ostpreussen – Musiktheater nach Texten von Bernd Rauschenbach (1996)[7]
- Wie es ist – Musiktheater nach Texten von Samuel Beckett (1996)[7]
- El Nino – Musiktheater (2001/2002)[7]
- Hoffmanniana – Musiktheater nach Andrej Tarkovskij (2000–2003/2004)[7]
- Freudkomplex – Musiktheaterserie (2000–2006)[7]
- Jugend – Electronic Music Theater (2005)[7]
- Im Ungargassenland – Musiktheater nach dem Roman Malina von Ingeborg Bachmann (2007)
- Operation Orlac (2008)
- Gunny Fames – eine Media-Reflexion zu Michael Hanekes „Funny Games“ (2009)
- Barock Form Phase (2009)
- Lust, die Witwe (2009)
- Der polnische Orpheus – A Comic Opera (2010)
- Unsichtbare Nächte – für Dietrich Bonhoeffer (2010)[8]
- Das Budapest-Verhör – A Noir Melodrama (2011)
- Der Fensterputzer von Monte Carlo – Rekonstruktion (2013)
- Pizzeria Anarchia – Libretto (2015)
- Ujamaa Paradise – An Afrikan Community Opera (2015)
- Töneschmuggler – Instrumentales Theater für junge Leute (2017)[8]
- Tactics – A Post-War Theater (2012)[8]
- Der Rorschach-Text – Theaterstück (2012)[8]
- Das dritte Reich des Traums – Theater (2013)[8]
- Tanzcafé Schweigepflicht – nach dem Buch 10 Dinge, die ich von alten Menschen über das Leben lernte von Sonja Schiff (2017)[8]
- Die Verwechslung – Kammeroper nach einem Text von Helga Utz (2019)[7] Opernverfilmung sirene Operntheater / Wien Modern
- Tarkovski. Der 8. Film – Musiktheater über Andrej Tarkovski. (2020) Electronic Music gemeinsam mit Ensemble NIHE (Estland) – Kooperation Landestheater Linz/Ars Electronica/Black Nights Filmfestival Tallinn 2021
- KUNSTSCHNEE (Kollaposlogie I) – Musiktheater mit Publikumsbeteiligung. (2022) Musiktheatertage Wien 2022
- R¡NGD!NG - A „Bicycle Opera“ für a cappella Madrigalbesetzung SSATB (2022)

### Multimedia/Intermedia/Video
- Der Achte Film – Musiktheater-Roman (Wien 2022)[9]
- The Untold Story (2003)[7]
- Demozartifikation – Performance-Komplex (2004–2006)[7]
- Zustandsanalisl (2005)[7]
- CCTV - Closed Concert Tele Vision – Media-Performance für eine Frauenstimme (2005)[7]

## Diskographie
- Iiiiiicredible. Sampling-Anthologie, CD, 1995
- Thomas Desi: Jush-Tush. Totales Theater Vienna, CD, 1993
- Rapf-Kont-Desi-Eröd-Bednarik-Soyka. KKM-Klaus Kovariks Musikothek, 2099-2 (Österreichische Komponisten der Gegenwart)
- Marx. Songs based on texts by Heine, Hölderlin, Shakespeare, Brecht/Eisler, GROB, Köln 2004.
- Oliver Augst & Marcel Daemgen: Dein Lied, 2013, Kuckuck Schallplatten / E.R.P. Musikverlag